# José Joaquín Ortiz
José Joaquín Ortiz (Tunja, 1814 – Bogotà, 1892) è stato un pedagogista colombiano.
Autore delle opere Poesías (1880) e Storia della conquista del Nuovo Regno di Granada, fondò nel 1870 l'Accademia ispano-americana.